# Primer movimiento homosexual

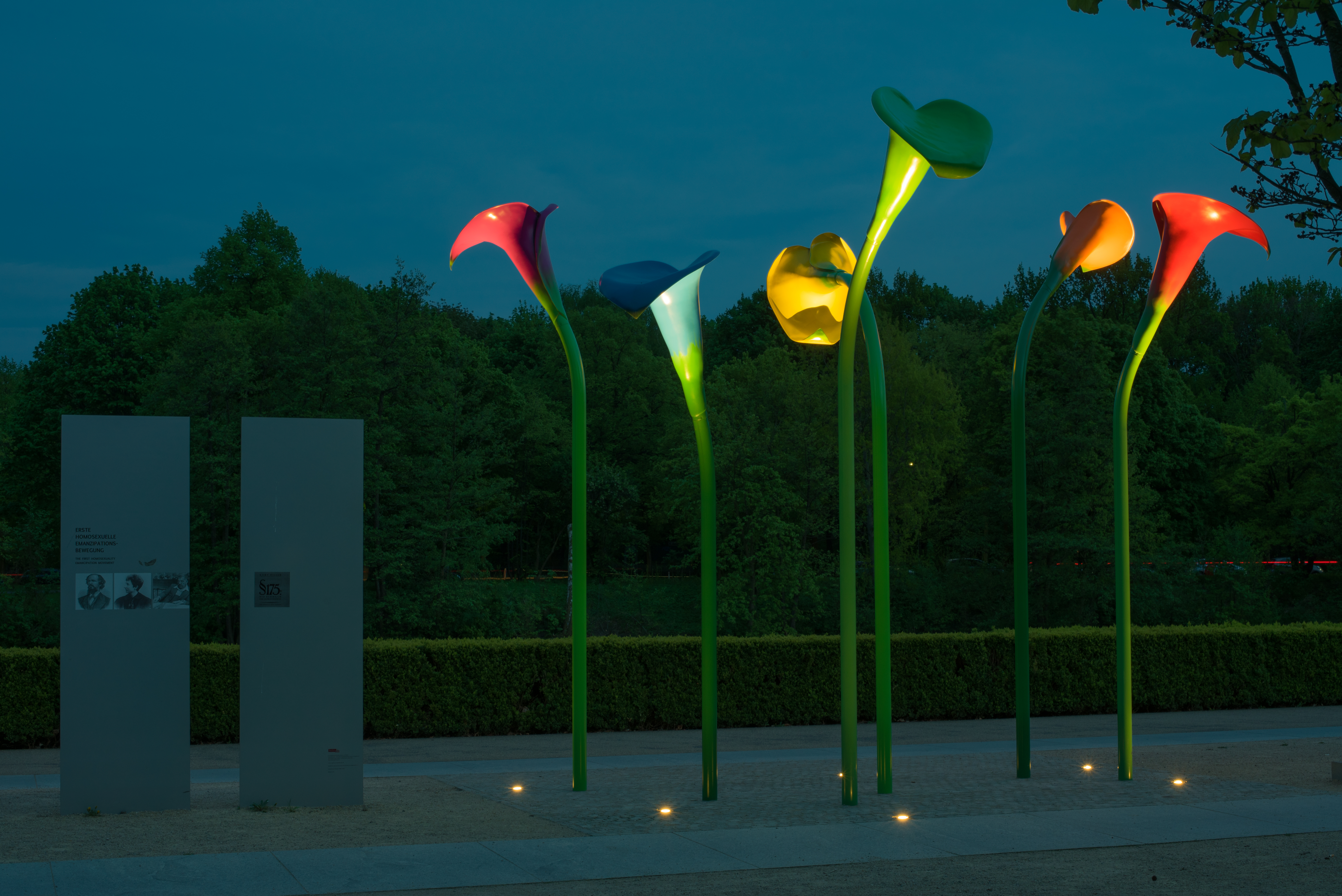
Monumento conmemorativo del primer movimiento homosexual en Berlin-Moabit, inaugurado en 2017

Se denomina primer movimiento homosexual al movimiento de lucha por los derechos LGBT que se dio en las primeras tres décadas del siglo XX, principalmente en Alemania, pero también en otros países de Europa y en Estados Unidos.
El movimiento tiene localizadas sus raíces en los escritos de mediados del siglo XIX de Heinrich Hössli, Karl Heinrich Ulrichs y Károly Mária Kertbeny, los tres dentro de la cultura de habla alemana. Habitualmente se sitúa el comienzo del primer movimiento homosexual con la creación en 1897 en Berlín del Wissenschaftlich-humanitäres Komitee de Magnus Hirschfeld. Dentro del movimiento alemán hubo otras dos corrientes importantes lideradas por Adolf Brand y Friedrich Radszuweit. Este movimiento no solo publicó innumerables obras y revistas sobre el tema, sino que, a pesar de numerosas dificultades, se implicó activamente para conseguir la aceptación de la homosexualidad en la sociedad y la eliminación del artículo 175 del código penal alemán, que convertía la homosexualidad en ilegal.
El movimiento alemán se extendió por Europa Occidental y Estados Unidos, fundándose en 1928 la Liga mundial por la reforma sexual, una organización internacional que, entre otros objetivos, buscaba la aceptación de la homosexualidad. Sin embargo, todo este movimiento se vio imposibilitado desde mediados de la década de 1930 por el ascenso del fascismo y el inicio de la Segunda Guerra Mundial, desapareciendo, pero dejando en Suiza una semilla que permitiría el nacimiento del movimiento homófilo tras la Guerra.

## Precursores del movimiento homosexual
Heinrich Hössli (1784-1864), un sombrerero y ensayista suizo, que publicó el primer volumen de su obra Eros en 1836 y el segundo en 1838, se puede considerar como el primer activista homosexual de la historia. En el primer volumen compara el tratamiento que recibe el «amor griego», como denomina la homosexualidad, con el que se dio en siglos anteriores a los herejes y las brujas. Además, defiende que las características externas (como el amaneramiento) no revelan nada sobre las preferencias sexuales. El segundo volumen se divide en dos partes: una antología sobre el amor masculino, con obras griegas, romanas y persas principalmente, y una segunda, en la que trata de desmontar nueve prejuicios, incluyendo el de la pedofilia. La influencia de Hössli fue muy pequeña y sus textos apenas tuvieron difusión.
El primer gran activista gay fue Karl Heinrich Ulrichs (1825-1895), un abogado de Hannover, el primero en proponer una asociación de homosexuales. Ulrichs publicó entre 1864 y 1865, bajo el seudónimo Numa Numantius, cinco panfletos con el nombre colectivo de Forschungen über das Räthsel der mannmännlichen Liebe («Estudios sobre el enigma del amor del hombre por el hombre») en el que defiende la teoría del tercer sexo, anima muliebris virili corpore inclusa, un alma de mujer en un cuerpo de hombre, y el origen biológico de la homosexualidad. Los escritos de Ulrichs lo convierten en el primer teórico moderno de la homosexualidad y tuvieron una cierta importancia por despertar el interés de algunos sexólogos como Krafft-Ebing. En 1867 trató de defender la abolición del artículo 175 en un congreso de abogados en Múnich, pero no consiguió ni terminar de exponer el primer párrafo antes de ser abucheado, siendo así el primer homosexual en «salir del armario» públicamente. Ulrichs también clasificó y nombró los diferentes tipos de orientación sexual: el «urning» o «uranier», para los hombres homosexuales, y el «dioning» o «dionäer», para los hombres heterosexuales, una interpretación del discurso de Pausanias acerca de las dos formas de Eros, las dos Afroditas del simposio de Platón. Estas denominaciones no tuvieron éxito y fueron desplazadas por el término «homosexual», una palabra aséptica, creada por Károly Mária Kertbeny en una carta a Ulrichs.
Károly Mária Kertbeny (1824-1882), nacido Karl Maria Benkert, fue un periodista y traductor húngaro, ciudadano del Imperio austrohúngaro. Se interesó por el tema homosexual de joven al vivir de cerca dos suicidios de homosexuales. A pesar de que lo negó siempre, sus ambiguas relaciones con mujeres y la sensibilidad a la belleza masculina que muestra en sus diarios podrían indicar que Kertbeny mismo fuera homosexual. En 1868 se trasladó a vivir a Berlín, donde conoció a Ulrichs y, aunque personalmente no hubo afinidad, más tarde tuvieron una relación epistolar intensa. Kertbeny también luchó por la abolición del artículo 143 del código penal de Prusia, incorporado luego en el artículo 175 alemán.

## Alemania

### El primer movimiento homosexual
De 1870 a 1940 se produjo un cambio en la percepción de la homosexualidad en Europa, un cambio que generaría el movimiento homosexual, al que pertenece el movimiento de liberación LGBT contemporáneo.

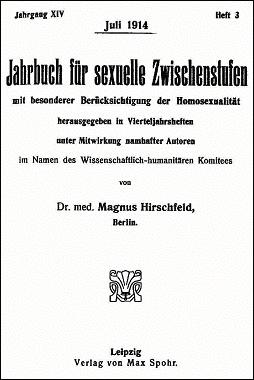
Jahrbuch für sexuelle Zwischenstufen (Anuario para sexualidades intermedias); publicado entre 1899 y 1923 por Magnus Hirschfeld. Año 1914.

Con el marco de la existencia del artículo 175 del código penal alemán y el proceso judicial a Oscar Wilde, el 15 de mayo de 1897 Magnus Hirschfeld, el editor Max Spohr, el jurista Eduard Oberg y el escritor Franz Joseph von Bülow fundan en Berlín el Wissenschaftlich-humanitäres Komitee, el Comité Científico Humanitario, la primera organización homosexual del mundo, cuyo objetivo era la eliminación del artículo 175 que penaba la homosexualidad. El lema de la organización, Durch Wissenschaft zur Gerechtigkeit («A través de la ciencia, hacia la justicia»), indica los medios que querían emplear, pretendían modificar la opinión del público a través de la información.
Bajo la dirección de Hirschfeld, en 1897 la organización realizó la primera petición al Gobierno para la eliminación del §175, firmada, entre otros, por August Bebel, jefe del partido socialdemócrata, Richard von Krafft-Ebing, psiquiatra, Gerhart Hauptmann, escritor, y el pintor Max Liebermann. En 1900 se entregó la segunda petición, en 1903 la tercera y en 1904 la cuarta. En 1922 entregaron una petición con la firma de más de 6.000 personas, entre las que se encontraban el ministro de finanzas Rudolf Hilferding, Hermann Hesse, Albert Einstein, Käthe Kollwitz, Heinrich Mann, Thomas Mann, Carl Maria Weber, Stefan Zweig, Grete Meisel-Heß, Rainer Maria Rilke y Arthur Schnitzler. En 1926 se entregó la última petición. En 1902 aparecen los primeros capítulos locales en Fráncfort del Meno, Múnich, Düsseldorf y Leipzig.
En 1903 Adolf Brand crea la segunda organización LGBT del mundo, la Gemeinschaft der Eigenen («Comunidad de los propios»), a partir de los suscriptores de su revista Der Eigene. La Gemeinschaft der Eigenen entendían la homosexualidad de forma opuesta a Hirschfeld y los suyos, haciendo hincapié en el hombre masculino, el eros pedagógico y el amor platónico. En 1905 Brand atacó públicamente a Hirschfeld y el Comité Científico Humanitario en el artículo Homosexualität und Afterkultur («Homosexualidad y cultura del trasero») publicado en su revista, rechazando al homosexual femenino como una caricatura y criticando la mención de la sexualidad. La asociación siguió durante algún tiempo la estrategia del outing, tanto propio como ajeno.
Entre 1907 y 1909 el Comité Científico Humanitario sufrió una crisis a consecuencia del escándalo Harden-Eulenburg y la actuación de Hirschfeld en el proceso, que llevó a la secesión del grupo Sezesion bajo el liderazgo de Friedländer, grupo que desapareció con el suicidio de su líder en 1909. Durante la I Guerra Mundial, de 1914 a 1917, el Comité prácticamente no tuvo actividad. 
En 1919 Magnus Hirschfeld creó el Institut für Sexualwissenschaft, la primera institución para el estudio de la sexología del mundo, en la que el Comité ocupaba la sección para la «reforma sexual». El Instituto tenía como objetivo «el fomento del estudio científico de la vida sexual y el esclarecimiento en ese campo». El trabajo científico anterior de Hirschfeld incluía la creación del término travestido, que de esa forma quedaban por primera vez «separados» del homosexual, la realización de la primera encuesta sobre la incidencia de la homosexualidad en la población y el desarrollo de una terapia afirmativa para ayudar a los homosexuales a vivir con su «diferencia». El Instituto organizó en 1921 el primer congreso internacional para la reforma sexual con base científica: Ersten internationalen Kongreß für Sexualreform auf sexualwissenschaftlicher Grundlage. En 1928 Hirschfeld funda la Weltliga für Sexualreform («Liga mundial para la reforma sexual») que tiene su sede en el Instituto y que trata tanto de avanzar los derechos de los homosexuales, como de temas sobre la anticoncepción y la política de población.
En 1919 se creó la tercera organización homosexual, la Berliner Freundschaftsbund («Liga de amigos de Berlín»). Con la unión en 1920 del Berliner Freundschaftsbund con otras organizaciones de Fráncfort y Hamburgo, se creó la organización más importante durante la década de 1920, el Deutsche Freundschaftsverband («Liga de la amistad de Alemania»), que a partir de 1923 pasó a llamarse Bund für Menschenrechte («Liga por los derechos humanos»), dejando el enfoque político para abordar actividades más sociales y dedicarse a diversas publicaciones. Bajo la dirección de Friedrich Radszuweit, llegó a tener más de 30.000 miembros en 1928, extendiendo su actividad hasta Suiza. Radszuweit se convirtió en una de las personas más importantes del movimiento homosexual, fundando una editorial y abriendo la primera librería especializada en temas homosexuales del mundo. La asociación se caracterizaba por su estructura federal y el trabajo de información que hacían las asociaciones locales. A mitad de la década de 1925 se dedicaron a luchar contra la discriminación individual de homosexuales, enviando cartas de queja a representantes oficiales.
Entre 1920 y 1923 funcionó la Aktions-Ausschuß («Comisión de acción») con la unión de las tres grandes organizaciones. Poco a poco el Comité Científico Humanitario fue ganado en influencia hasta que, tras la retirada de Gemeinschaft der Eigenen, la comisión se disolvió.
A partir de 1925 comenzó a haber disensiones dentro del movimiento homosexual alemán. En 1926 el Comité Científico Humanitario se unió a otra serie de movimientos de liberación sexual para elaborar una estrategia en contra del proyecto de reforma de la legislación sobre los delitos sexuales incluidos en el código penal. El grupo editó una contrapropuesta que pedía la eliminación de las condenas por infidelidad, por homosexualidad entre mayores de 16 años, por prostitución, por aborto y por la venta de anticonceptivos. Las otras dos organizaciones, Gemeinschaft del Eigenen y Bund für Menschenrecht, se sintieron ignoradas y en las revistas de Radszuweit se acusó a Hirschfeld de perjudicar al movimiento con su solicitud de legalizar la prostitución masculina. Tras muchas polémicas sobre su estilo y su estrategia, Hirschfeld fue destituido en 1929 como director del Comité, aunque el puesto fue ocupado por un amigo, Otto Juliusburger. La sede se trasladó ese mismo año desde el Instituto a un nuevo local en la calle Zimmer, en Berlín.

#### El feminismo lésbico y la «lesbiana perversa»
Las lesbianas estaban sometidas a una doble discriminación en la época: por mujeres y por homosexuales. Al contrario que el caso de los hombres, aun ocultando sus tendencias sexuales, las mujeres no eran libres, aunque el artículo 175 no les afectase. Como consecuencia, los esfuerzos de las lesbianas se centraron más bien en el movimiento feminista, que en el de liberación homosexual, a pesar de que el Bund für Menschenrecht de Radszuweit poseía desde 1923 una sección femenina en Berlín y las teorías de Hirschfeld daban holgada cabida a las mujeres. Por otra parte, el movimiento homosexual liderado por Brant era profundamente misógino en su afirmación de la virilidad. Dentro del movimiento fueron de importancia Johanna Elberskirchen, Theo Anna Sprüngli alias Anna Rüling y Emma (Külz-) Trosse. Las tres publicaron importantes textos sobre la emancipación lésbica dentro del movimiento de reforma sexual. Fuera del movimiento homosexual también fueron de importancia en la defensa de los derechos de los homosexuales la anarquista Emma Goldman y la pacifista Helene Stöcker, ambas feministas y a favor de la reforma sexual.
La reacción de la sociedad patriarcal fue la equiparación de las feministas con lesbianas marimachos y la creación del estereotipo de «lesbiana perversa» y rapaz. Esta percepción tuvo un importante apoyo en la novela semiautobiográfica Die Beichte eines Toren (1983 en alemán; «Las confesiones de un insensato») de August Strindberg, en la que el autor describe las aventuras lésbicas de su propia esposa.

### Primeras revistas de homosexuales

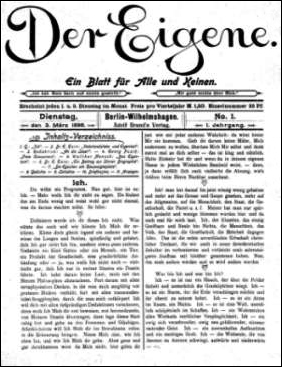
Primera edición de Der Eigene, 1896.

En 1870 se publicó la primera revista dedicada al público homosexual: Uranus, editada por Ulrichs. Siendo la primera revista del mundo de su género, aunque solo se publicó un número. En 1896, Adolf Brand comenzó a editar Der Eigene («El propio»), la primera revista de contenido homosexual que tuvo continuidad, aunque inicialmente tuviera que insinuar sus temas entre líneas. Además la revista era de tendencias anarquistas. Fue prohibida por primera vez en 1898 por mostrar desnudos y tuvo problemas con la justicia en 1903 por un poema de Schiller.
En 1897 apareció Jahrbuch für sexuelle Zwischenstufen («Anuario para estados sexuales intermedios»), la primera revista científica que se ocupaba del tema, editada por el Comité Científico Humanitario. La revista se convirtió en la mayor plataforma de debate sobre la homosexualidad, publicando trabajos científicos, estudios historiográficos y ensayos biográficos. La mayoría de los colaboradores de la revista eran de la misma opinión que Hirschfeld y defendían un punto de vista en el que los homosexuales representan un estadio intermedio entre hombres y mujeres: hombres femeninos y mujeres masculinas, en oposición a la línea editorial de Der Eigene.

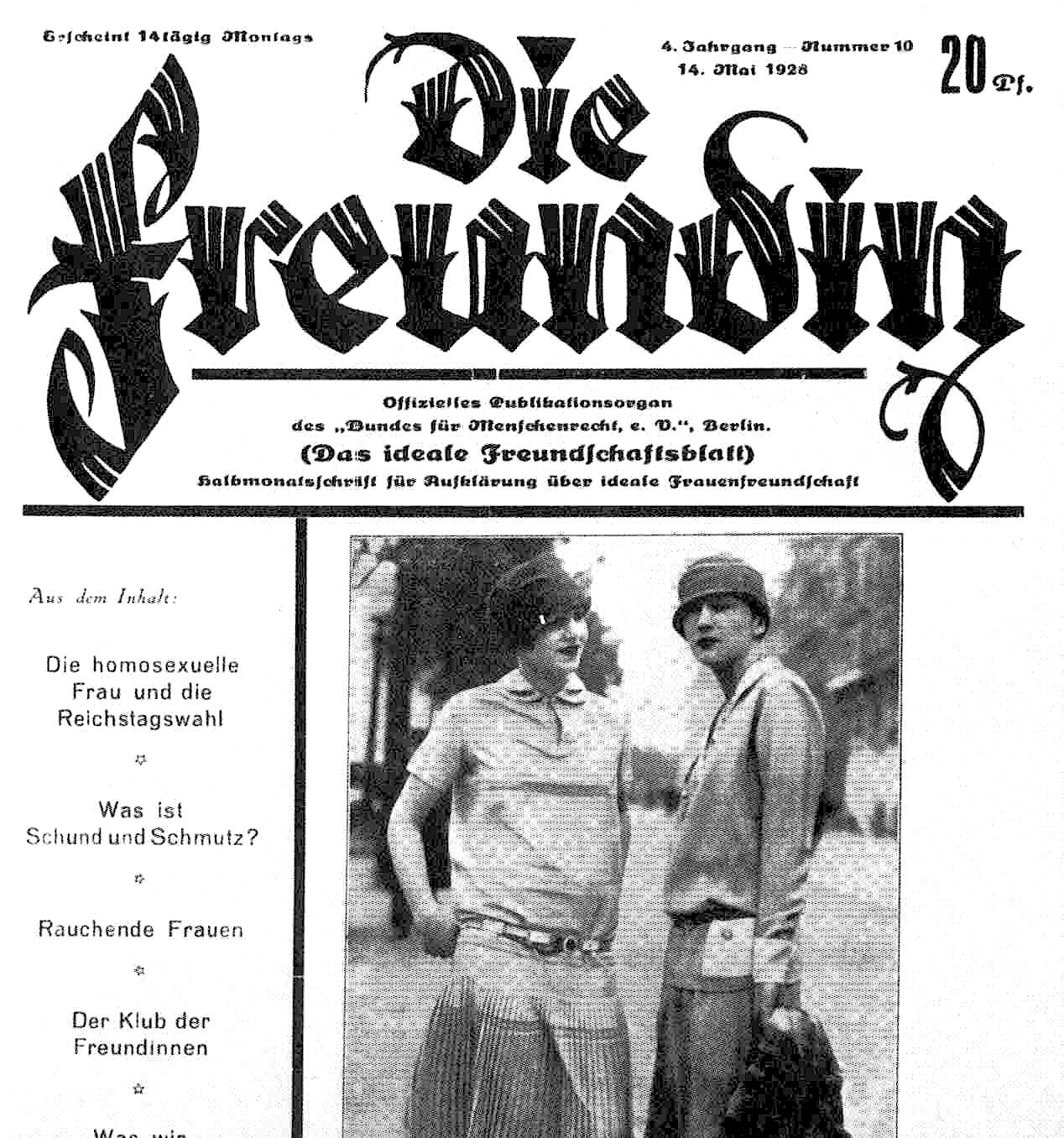
Edición de la revista lésbica alemana Die Freundin, 1928.

En 1919 se creó la revista semanal Die Freundschaft («La amistad») que durante su existencia cambió varias veces de estilo, contenido y redactores, según las disposiciones de la censura del momento. Incluía anuncios por palabras, fotos de desnudos y publicidad, bien en la revista, bien en hojas separadas. De 1923 a 1925 aparecieron numerosas revistas nuevas; de estas, la más popular fue Die Insel («La isla»), una revista ilustrada que llegó a tener una tirada de 150.000 ejemplares. En 1924 Radszuweit comenzó la publicación de la primera revista lésbica, Die Freundin (1924-1933; «La amiga»), que tenía una sección para travestidos. Llegó a haber cinco revistas para lesbianas, además de Die Freundin, Ledige Frauen (1928-1929; «Mujeres solteras»), Frauenliebe (1926-1930; «Amor de mujeres»; con una tirada de unos 10 000 ejemplares), Frauen, Liebe und Leben (1938; «Mujeres, amor y vida»), Garçonne-Junggesellin (1930-1932; «Garçonne-Soltera») y Blätter idealer Frauenfreundschaft (BIF; 1924-1927; «Hojas de la amistad femenina ideal»).
Además de estas revistas comerciales, muchas asociaciones publicaban sus propias hojas informativas. La más importante fue el Freunschaftsblatt («Hoja de la amistad»), editada por el Deutsche Freundschaftsbund, que cambio más tarde su nombre por Blätter für Menschenrecht («Hojas para los derechos humanos»). Comité Científico Humanitario tuvo que dejar de publicar en 1923 el Jahrbuch für sexuelle Zwischenstufen por culpa de la inflación. La hoja informativa del Comité se editó hasta 1926 como anexo en otras revistas y más tarde se comenzó a publicar por separado bajo el nombre Mitteilungen des Wissenschaftlich-humanitären Komitees («Comunicaciones del Comité Científico Humanitario»).
Todas las revistas y publicaciones que trataban el tema de la homosexualidad fueron cerradas en marzo de 1933 por una orden del Ministerio del Interior prusiano, bajo el gobierno nazi.

### Decadencia y desaparición

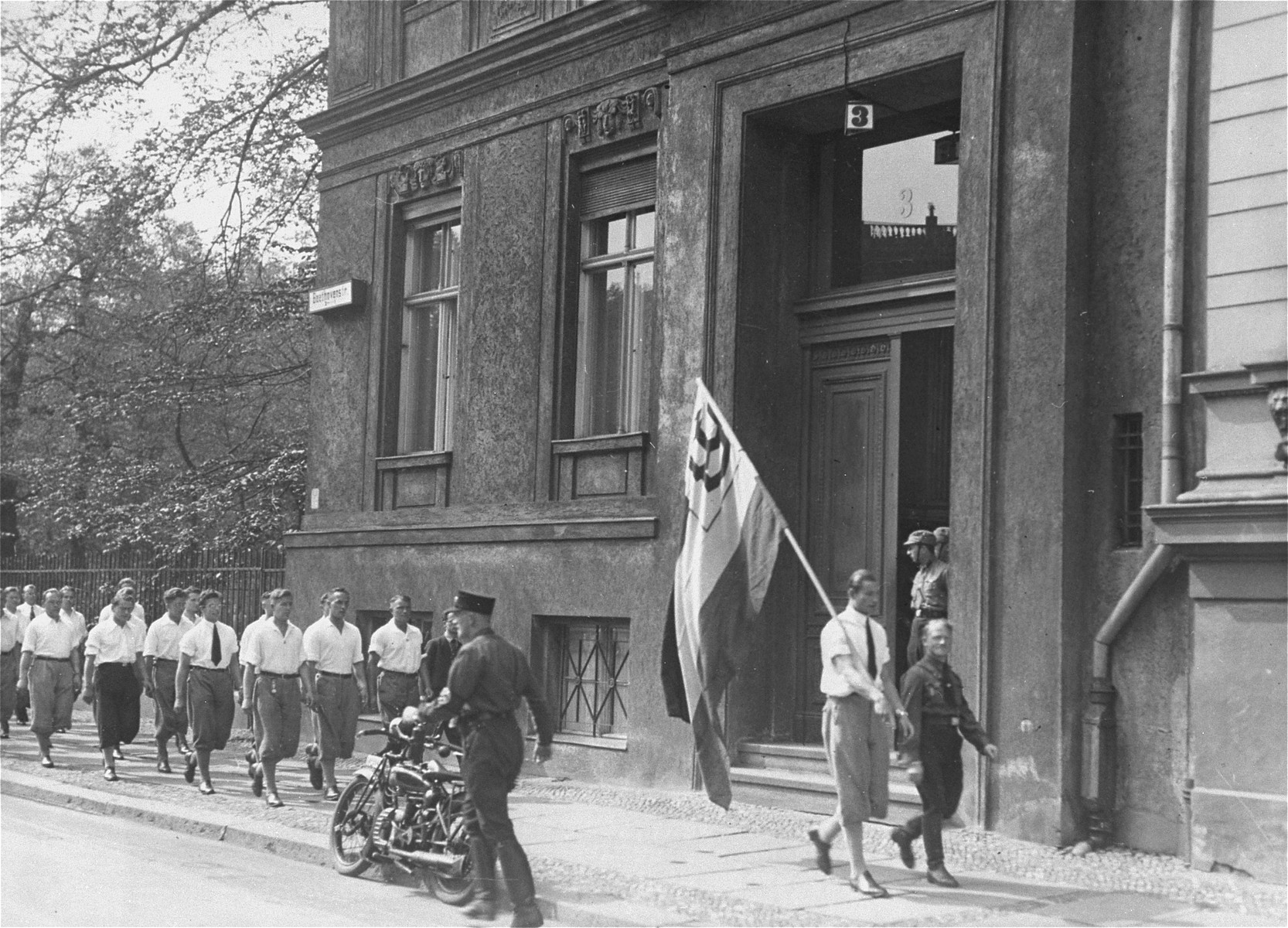
Estudiantes de la Deutsche Studentenschaft, organizada por el partido nazi, desfilan en frente del Institut für Sexualwissenschaft en Berlín el 6 de mayo de 1933 - antes de saquear y confiscar los archivos, libros y fotos para quemarlas.

El movimiento homosexual se encontraba en decadencia desde finales de los años 20. El objetivo de la eliminación del §175 parecía conseguido, por lo que las diferentes asociaciones se encontraban sin un objetivo claro. Eliminación que nunca llegó a realizarse: en 1930 Alemania comenzó a igualar su código penal con el de Austria, que exigía el mantenimiento del artículo; las discusiones continuaron hasta la llegada al poder de Hitler.
En 1930 el NSDAP ya había conseguido ser la segunda mayor fuerza en el parlamento y las SA comenzaban a actuar en las calles. El ambiente era tan peligroso que Hirschfeld no volvió en 1932 de uno de sus viajes al extranjero y se dirigió directamente al exilio en Suiza. En 1932 murió Radszuweit y en 1933 murió Richard Linsert, que había sido muchos años secretario y uno de los pilares fundamentales del Comité Científico Humanitario, que se disolvió tras su muerte.
A partir de la llegada de Hitler al poder en enero de 1933 se precipitan los acontecimientos. En febrero, el Ministerio del Interior de Prusia ordenó el cierre de todos los locales y revistas que estuviesen relacionadas con los homosexuales. En mayo el Institut für Sexualwissenschaft fue cerrado, saqueado y su biblioteca ardió junto a otras obras «contrarias al espíritu alemán» el 10 de mayo de 1933. En junio se disuelven definitivamente las asociaciones de homosexuales.

### Contexto social y legal
Sobre todo tras el juicio a Oscar Wilde (1895), se extendió por Europa la imagen del dandy afectado: el homosexual fue asociado al afeminamiento, la ociosidad, el lujo, la falta de preocupaciones, la decadencia y los estetas.
Durante la época de Entreguerras, hubo en toda Europa un cierto movimiento de acercamiento a lo extraño y exótico, a «épater le bourgois» (escandalizar al burgués). Tanto la homosexualidad, como el consumo de cocaína o las bailarinas negras, por ejemplo, entre muchos otros elementos, se convirtieron en símbolo de la modernidad. Diferentes artistas se sintieron atraídos por el mundo «perverso» del homosexual y las modas de vestir de hombre, a lo garçonne y flapper, se extendieron entre las mujeres, mientras que la imagen del hombre ideal se suavizaba y «feminizaba».
A pesar de ello, la sociedad en general no acababa de aceptar a los homosexuales y los presionaba para integrarse en la «normalidad». Los periódicos mostraban a gays y lesbianas a veces de forma ridícula, a veces de forma odiosa. Se asociaban a menudo a la pedofilia y la perversión de menores, además de a los asociales, ya que su sexualidad no servía para la reproducción. El homosexual siempre era «el otro»: para las clases medias era una perversión del proletariado, para los trabajadores era una perversión aristocrática; en Occidente era el vicio de los comunistas, como muestra el nombre de «Homintern» para un grupo de intelectuales de izquierdas de Oxford, entre los que se encontraban W. H. Auden, Christopher Isherwood y Stephen Spender, en la Unión Soviética era un vicio burgués. También existía una tendencia a ver en el homosexual una figura que vivía en el gueto, al límite de la sociedad, de forma secreta y oculta, de donde se generó el mito de la «Logia masónica del vicio». Naturalmente la injuria homófoba fue una poderosa arma para atacar a los enemigos.

#### La colonización médica
Durante el siglo XIX se produjo la transformación del «sodomita» al «homosexual». Gracias al auge de la psicología, el homosexual dejó de ser un pecador a ojos de Dios al que hay que hacer arder en la hoguera, para pasar a ser un «enfermo», un «perverso» o un «degenerado», próximo a la criminalidad, que necesita de tratamiento médico para su «cura». A finales del siglo XIX la teoría de la degeneración estaba firmemente enraizada gracias a obras médicas como Psychopathia sexualis (1886) de Richard von Krafft-Ebing, Die konträre Sexualempfindung (1891; «El sentimiento sexual contrario») de Albert Moll, Geschlecht und Charakter (1903, Sexo y carácter) de Otto Weininger y Entartung (1895; «Degeneración») de Max Nordau, un alumno de Cesare Lombroso. También hacia finales del siglo XIX se extiende la idea de la homosexualidad como una «perversión» que es innata y que por lo tanto no debe ser castigada. Pero al lado de esta forma innata, se creía que existía una forma adquirida, que podía llegar por seducción, violación, depravación o, a menudo, por onanismo. Muchos médicos opinaban además que la homosexualidad masculina poseía trazos femeninos; pero fue Magnus Hirschfeld quien popularizó la idea de grados intermedios entre el hombre masculino perfecto (heterosexual) y la mujer femenina perfecta (heterosexual), entre los que se encontraría el tercer sexo, un alma de mujer atrapada en un cuerpo masculino, el homosexual. Freud rechazó todas las teorías anteriores, afirmando que la homosexualidad era debida a una «seducción en la niñez» o al «complejo de castración» y que estaba relacionada con un desarrollo incompleto de la psique, además de que dudaba que se pudiese «curar».
Entre 1919 y 1922 se realizaron una serie de operaciones en las que se intentó cambiar la orientación sexual a homosexuales extirpando sus testículos y sustituyéndolos por los de personas heterosexuales. La teoría, propuesta por el fisiólogo vienés Eugen Steinach, fue popularizada por Hirschfeld, que incluso la recomendó a algunos de sus pacientes. Las operaciones dejaron de realizarse en 1922 cuando quedó claro que no producían el efecto deseado.
Al contrario que en el caso de la homosexualidad masculina, el lesbianismo atrajo poco la atención de los médicos. En general se habla de dos tipos de lesbianas, la «auténtica», masculina, y la «pseudohomosexual», que lo es por seducción, al no conseguir atraer a un hombre. Esto, cuando su existencia no es negada completa y taxativamente, ya que, según el punto de vista imperante, la mujer no puede ser satisfecha si no es con el semen masculino, cuya falta llevaría a las lesbianas a la frustración y la locura irremediablemente.

#### Legislación: artículo 175
Con la creación del II Imperio Alemán, la unificación alemana, el nuevo código penal adopta la legislación prusiana en cuestión de homosexualidad. Así, a partir de 1871, la homosexualidad volverá a estar castigada en todo el territorio, incluida Baviera, donde había dejado de ser delito 57 años antes. El nuevo párrafo del código penal, que se llamó Paragraph 175 (§175, artículo 175), decía lo siguiente:

La fornicación/lujuria contra natura realizada entre hombres o de personas con animales se castigará con pena de cárcel; también se podrán retirar los derechos civiles.
RGBl. 1875 pág. 127

La pérdida de derechos civiles podía implicar la retirada del doctorado o del derecho a voto o a ser elegido. En 1913 se edita una aclaración en la que se define como «fornicación/lujuria contra natura» (widernatürliche Unzucht) a «acciones similares al concúbito natural» (dem natürlichen Beischlaf ähnlichen Vorgang). La dificultad de definir el significado exacto de «acciones similares al concúbito natural» quedó en manos de los jueces. En 1900 se introdujo la Lex Heinze, § 184, que prohibía la publicación y la venta libros, imágenes y elementos lujuriosas (unzüchtig, en referencia al § 175) y castigaba estas acciones con cárcel de hasta un año y multas de hasta 1000 marcos. En 1909 se discutió extender la ley a las mujeres, pero nunca se llevó a cabo debido a la interrupción creada por la I Guerra Mundial y el consecuente hundimiento del Imperio.
A pesar de la oposición generada tanto durante el Imperio, como por los partidos de izquierda de la nueva República de Weimar, la ley se mantuvo en el código penal.
La persecución fue muy desigual en el territorio alemán: Dresde y Múnich eran extremadamente represivas, mientras que en Berlín y Hamburgo existía una especie de acuerdo no escrito entre las organizaciones homosexuales y la policía, que permitía un cierto liberalismo. Aparte de estas dos ciudades, la República de Weimar era relativamente represiva y no merece la fama de liberal que ha tenido posteriormente. Para hacer cumplir el § 175 se crearon unidades policiales especializadas que perseguían y controlaban este crimen, recopilando detallados archivos sobre las actividades de los homosexuales, las llamadas «listas rosas». Se veían afectados sobre todo aquellos que acudían a baños públicos para el sexo anónimo y los que se movían por ambientes de los bajos fondos. En 1923/24 aumentaron drásticamente los juicios y las condenas por el artículo 175. El fenómeno fue debido a la publicidad que recibió el asesino en serie Fritz Haarmann, que según afirmaciones propias, había matado a 40 prostituidos, a los que quitaba la vida a mordiscos en el cuello tras haber llegado al clímax.
En 1925 la comisión parlamentaria encargada propuso eliminar el §175 y sustituirlo por otros dos: §296, «fornicación/lujuria entre hombres» y §297 para los casos con agravante. El artículo 296 fue rechazado en la comisión, pero el 297 fue aceptado con tan solo los votos en contra del partido comunista. Como resultado, cualquier hombre que aprovechara una posición de poder para conseguir sexo con otro hombre, los que ejerciesen o acudiesen a prostitutos y los que tuviesen relaciones sexuales con menores de 21 años debían ser condenados a una pena de cárcel de más de seis meses. A pesar de mantenerse la discriminación frente a la heterosexualidad, el sexo entre hombres adultos dejó de ser delito en el borrador del nuevo código penal realizado en 1929. Este nuevo código penal nunca llegó a aprobarse; antes de que llegase al parlamento, se realizaron las elecciones de 1930, en las que el NSDAP, el partido nazi, se convirtió en la segunda mayor fuerza política.

#### Los escándalos
La extensión de los medios de comunicación, la aparición de la prensa amarilla, la mojigatería y las leyes opresivas fueron factores imprescindibles para la aparición de los escándalos. Los primeros grandes escándalos europeos relacionados con la homosexualidad se difundieron en Inglaterra y en ellos se vieron envueltos personalidades de la talla del príncipe Alberto Víctor, duque de Clarence y Avondale, hijo Eduardo VII de Inglaterra, por aquel entonces todavía príncipe de Gales, y naturalmente Oscar Wilde, cuyo proceso y condena fue bien conocido en toda Europa. Otro caso que tuvo una gran resonancia en el ámbito germanófono fue el de Alfred Redl, militar del ejército Austrohúngaro, jefe del servicio de contrainteligencia del ejército y como tal, uno de los padres de los métodos modernos de espionaje. Redl fue chantajeado por Rusia debido a su homosexualidad, y cuando se descubrieron los hechos el consiguiente escándalo extendió, gracias al cine y el teatro, la idea de que los homosexuales eran vulnerables, si no peligrosos, en el gobierno y el ejército.
En Alemania el primer escándalo afectó a Friedrich Alfred Krupp, dueño de la empresa de aceros Krupp, actualmente parte de ThyssenKrupp, al que se acusó en 1902 de realizar orgías con menores en la isla de Capri. Krupp murió en 1902 en circunstancias no aclaradas, habiendo sospechas de suicidio.

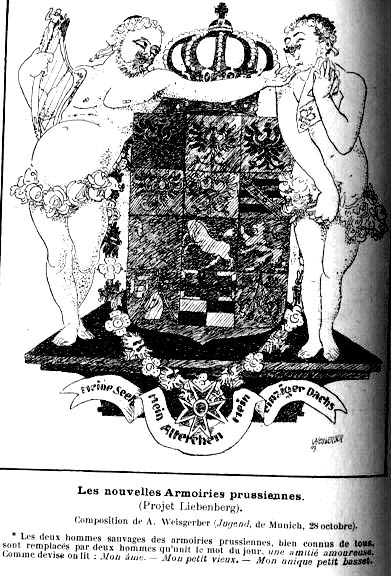
La caricatura en la que Harden quiso ver a Eulenburg (con el arpa) y su «amorcito» Moltke, uno a cada lado del escudo de Prusia.

El escándalo más importante y que llegó a sacudir los cimientos políticos de Alemania, teniendo profundas consecuencias posteriores, fue el escándalo Harden-Eulenburg. El 27 de abril de 1907, Philipp zu Eulenburg fue expuesto (outing) por el publicista Maximilian Harden en público: Harden declaró que una caricatura publicada anteriormente en su revista Zukunft  se refería a Eulengurg y Kuno von Moltke. La importancia del hecho estriba en que Eulenburg y Moltke pertenecían al llamado Círculo de Liebenberg, el círculo de amigos y consejeros más próximos al emperador Guillermo II de Alemania. Además de Eulenburg y Moltke, también fueron denunciados Georg von Hülsen, intendente del Teatro Real, Von Stückradt, un ayudante del príncipe heredero, y Bernhard von Bülow, todos pertenecientes al Círculo de Liebenberg. El emperador se distanció inmediatamente del Círculo y estos reaccionaron con una serie de denuncias que generaron a su vez contradenuncias de la otra parte, en total unos 6 juicios públicos. A pesar de que no hubo condenas para el Círculo de Liebenberg y si para Harden y sus aliados, Harden había conseguido su propósito de desacreditar a los miembros del Círculo, que en su opinión tenían una influencia demasiado moderadora y no lo suficientemente masculina y agresiva sobre la política exterior alemana. Las consecuencias fueron varias. La difusión en el resto de Europa produjo numerosos chistes y tiras cómicas sobre Alemania y el Emperador, y la homosexualidad pasó a ser considerada una cuestión alemana y antipatriotica. Además de azuzar la homofobia, el proceso también extendió prejuicios antisemíticos, ya que Harden y Hirschfeld, que se vio envuelto como experto médico, eran ambos de origen judío. Pero la consecuencia más grave fue el alejamiento de Guillermo II de sus consejeros más moderados y su acercamiento a los más agresivos y «masculinos». Algunos autores mencionan esto como una de los elementos que contribuirían al estallido de la I Guerra Mundial.
El caso Eulenburg no era más que el caso extremo de una serie de chantajes que se extendieron por todo el país, gracias al artículo 175 del código penal alemán y al miedo al escándalo público. Los chantajistas, llamados Chaneure o Rupfer (desplumadores), formaban un auténtico ejército que se hacía a la caza de víctimas. Ulrichs informa que una víctima rica tuvo que pagar 242.000 marcos a 24 chantajistas diferentes y Hirschfeld cuenta el caso de otra víctima que pagó hasta la muerte de ambos, víctima y chantajista, pero los herederos de uno siguieron pagando durante 35 años dinero a los herederos del otro. Muchas víctimas, desesperadas, buscaban una solución en el suicidio. De entre 10 000 homosexuales que fueron entrevistados para un estudio en 1914, un 51% tenían pensamientos suicidas por miedo a un juicio o por un proceso judicial comenzado, un 25% ya había intentado suicidarse, un 14% había intentado suicidarse por chantajes, las muertes por suicidio contaban un 6% y los suicidios dobles un 0,6%.

## Otros países
En Austria y los Países Bajos (Nederlandsch Wetenschappelijk Humanitair Komitee; NWHK) hubo secciones del Comité Científico Humanitario.

### Liga mundial para la reforma sexual
En 1928 se creó la «Liga mundial para la reforma sexual sobre bases científicas» (nombre completo en alemán Weltliga für Sexualreform auf sexualwissenschaftlicher Grundlage; en inglés, World league for sexual reform) durante un congreso sobre la reforma sexual realizado en Copenhague. Uno de los principales impulsores de la Liga fue Hirschfeld, que junto con el británico Havelock Ellis y el suizo Auguste Forel, formó parte de la dirección de la nueva organización.
Entre los objetivos de la Liga estaba la defensa de los homosexuales:

[...]
6. La comprensión científica y adecuada de las variaciones en la constitución sexual (intersexualidad) y una correspondiente actitud racional, por ejemplo, hacia hombres y mujeres homosexuales
7. [...] Promocionar una actitud saludable hacia el sexo, incluyendo el conocimiento de la vida sexual sana y sin complicar por un sentimiento de culpabilidad.
[...]
9. Desviaciones y anormalidades del impulso sexual deben ser considerados como más o menos patológicos y no como crímenes, vicios o pecados.
10. Reforma del código penal en lo que respecta a los crímenes sexuales. Sólo deben ser considerados criminales aquellos actos sexuales que violan los derechos de otra persona. La protección de menores y de personas de mente débil. Actos sexuales entre adultos responsables, realizados con consentimiento mutuo, deben ser considerados como un asunto privado (y no responsabilidad de las leyes).
La diferencia entre crimen y vicio: el primero —como antisocial— siendo objeto de la ley; el control del segundo —como un problema personal— siendo objeto de la educación.
Encabezamiento del boletín oficial en 1933

Los miembros de la Liga estaban en todo el mundo. En 1933, eran por ejemplo miembros del consejo el profesor Asnaurow y Else Jerusalem (Argentina), el Dr. Ramón Clases (Chile), Red. Gudmundson (Islandia), Dr. Prißman (Letonia), Dr. A. Salama (Egipto), Dr. Schneidenberger (Liberia), Sindo Seitaro y M. Suzuki (Japón) y el Dr. Juan Fernández Pérez (España), además de otros de Alemania, Francia, Holanda, Suiza, Bélgica, Estados Unidos, Dinamarca, Checoeslovaquia, Rusia, Austria, etc.
En España también hubo una sección propia de la Liga mundial por la reforma sexual, la Liga española por la reforma sexual, creada tardíamente en 1932, siendo su presidente Gregorio Marañón y su secretaría Hildegart Rodríguez. Sin embargo, la sección española fue socialmente la más conservadora y de las pocas que no incluyó la homosexualidad en su programa. La homosexualidad se mantuvo como un tabú hasta la Guerra Civil.
Tras el congreso de Copenhague, se realizaron otros en Londres (1929), Viena (1930) y Brno (1932); los congresos previstos en Moscú y Chicago no pudieron llevarse a cabo por el ascenso del Estalinismo y la Gran Depresión. Por otra parte, luchas internas entre los revolucionarios, liderados por Wilhelm Reich, y los reformistas, liderados por Norman Haire, llevaron a la disolución de la organización en la segunda mitad de la década de 1930.

### Reino Unido
En el Reino Unido la homosexualidad era ilegal y condenada a cadena perpetua, aunque el Offences Against The Person Act 1861 del código penal había eliminado la pena de muerte. Una de las primeras asociaciones de homosexuales fue la Orden de Queronea, una sociedad secreta fundada por George Cecil Ives en 1897. Los miembros incluían a Charles Kains Jackson, Samuel Elsworth Cottam, Montague Summers, Laurence Housman, John Gambril Nicholson y Oscar Wilde. Se cree que Charles Robert Ashbee era miembro. En sus muchos escritos, Ives se refiere a Walt Whitman como «El Profeta» y empleó versos de la poesía de Whitman en los rituales y ceremonias de la Orden.
La primera asociación homosexual moderna en el Reino Unido fue la British Society for the Study of Sex Psychology («Sociedad británica para el estudio de la psicología sexual»), fundada en 1914 por Edward Carpenter, Magnus Hirschfeld, Laurence Housman, George Cecil Ives, Havelock Ellis y otros, siguiendo el ejemplo del Comité científico humanitario. Los temas tratados por la Sociedad en charlas y publicaciones incluían: la promoción del estudio científico del sexo y una actitud más racional hacia el comportamiento sexual; problemas y preguntas relacionadas con la psicología sexual (desde cuestiones médicas y jurídicas, hasta aspectos sociológicos), eliminación de la prohibición de la homosexualidad, control de natalidad, aborto, esterilización, enfermedades venéreas y todos los aspectos de la prostitución. En 1931, la organización se convirtió en la British Sexological Society («Sociedad sexológica británica»). Su influencia se redujo a los círculos intelectuales, tal como correspondía a la idea que se tenía de la homosexualidad en Gran Bretaña como un fenómeno de la élite intelectual y artística.

### Francia

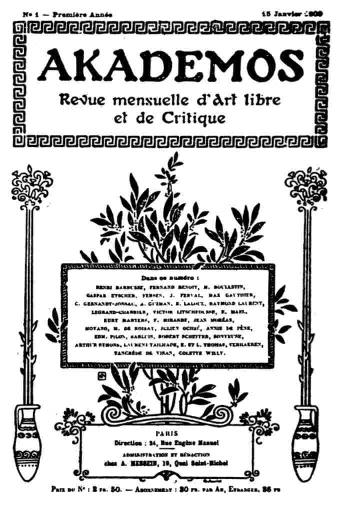
Primer número de la revista Akademos.

En Francia no hubo un movimiento equivalente al alemán, en parte porque la homosexualidad era legal, aunque hostigada, y porque el modelo de estado Francés de «república universal» solo reconocía al individuo. La idea de la homosexualidad estaba dominada por el Corydon (1924) de André Gide, que defendía una pederastia elitista e intelectual, en contraposición a la idea del «invertido» que dominaba en Alemania.
La primera revista dedicada al público homosexual fue Akademos. Revue Mensuelle d'Art Libre et de Critique (1909, «Akademos. Revista mensual de arte libre y crítico») editada por Jacques d'Adelswärd-Fersen, que, a imitación de Der Eigene de Adolf Brand, intentaba conseguir la aceptación de la homosexualidad y la pederastía. Solo se publicaron 12 números; los importantes costes que conllevaba la edición y la pequeña circulación decidieron a d'Adelswärd-Fersen a cerrar la revista.
La única actividad que hubo en ese sentido en la década de 1920, fue la creación de la revista Inversions, de Gustave Beyria, un oficinista, y Gaston Lestrade, un cartero. La revista no tuvo éxito debido a la falta de apoyo de los círculos intelectuales y literarios, y pronto cayó víctima de la censura.

### Italia
En Italia el movimiento se centra en la revista Rassegna di studi sessuali, la Società italiana per lo studio delle questioni sessuali y su fundador Aldo Mieli. Bajo la dirección de Mieli de 1921 a 1928, la revista imprimió importantes contribuciones sobre la homosexualidad, incluyendo algunos artículos de Magnus Hirschfeld. Mieli también participó en 1921 en el Congreso internacional por la reforma sexual, organizados por el Institut für Sexualwissenschaft. A pesar de publicar en 1922 un auténtico manifiesto por una alianza de los homosexuales, ese mismo año Mussolini dio su golpe de Estado y Mieli fue declarado «socialista peligroso» y «pederasta pasivo». Mieli pudo huir a Francia y más tarde a Argentina antes de ser detenido.

### Estados Unidos
En 1924, Henry Gerber (1892-1972), un inmigrante alemán, fundó en Chicago bajo el nombre The Society for Human Rights, la primera asociación homosexual de los Estados Unidos. Gerber, junto con tres amigos, fundó la sociedad con la excusa de defender los derechos de personas con «anormalidades mentales»; incluso llegaron a publicar varios números de la revista Friendship and Freedom («Amistad y libertad»), la primera revista para gais de EE. UU.
La asociación fue cerrada por la policía, los fundadores acabaron en la cárcel y Gerber, a pesar de no ser condenado a cárcel, perdió su trabajo en correos cuando sus jefes se enteraron. Gerber acabó amargado: tras su trabajo, perdió sus ahorros de $800 y nadie en la comunidad homosexual se ofreció a ayudarle. Aun así, Gerber continuó luchando como activista, primero en colaboración con Manuel Boyfrank y luego como colaborador de la Mattachine Society y ONE, Inc., escribiendo artículos para sus publicaciones.

### Suiza
La ilegalidad de la homosexualidad, tanto masculina como femenina, dependía de la legislación local de los cantones. Por ejemplo, Zúrich condenaba de forma no específica la homosexualidad, pero perseguía solo a los hombres.
En Suiza hubo secciones del Comité Científico Humanitario, además de una sección del Bund für Menschenrechte. A finales de 1931 se fundó el Damen-Club Amicitia («Club para damas Amicitia») para lesbianas y el Excentic-Club Zürich para gais; ambos cooperaron en la publicación de la revista Freundschafts-Banner. I. Organ der Schweiz. Freundschaftsbewegung («Bandera de la amistad. Primer órgano del movimiento de la amistad suizo.»), que a partir de 1933 se editaba con el nombre Schweizerisches Freundschafts-Banner. Obli. Organ des Schweiz. Freundschafts-Verbandes. La principal figura del movimiento lésbico y gay de la época fue Anna Vock, llamada cariñosamente «Mammina». La asociación pasó a llamarse de 1937 a 1942 Menschenrecht («Derechos humanos») y a partir de 1943 Der Kreis («El círculo»), convirtiéndose en el nexo de unión entre el primer movimiento homosexual y el movimiento homófilo.